# 鄭道允
鄭道允（韓語：정도윤），韓國電視劇編劇。

## 作品

### 電視劇
- 2010年：KBS《九尾狐：狐狸小妹傳》
- 2011年：KBS《童顏美女》
- 2014年：SBS《媽媽的選擇》
- 2015年：SBS《愛你的時間》
- 2017年：KBS《魔女的法庭》
- 2021年：MBC《直到瘋狂》

## 外部連結
- NAVER搜索 （页面存档备份，存于）